# لبان

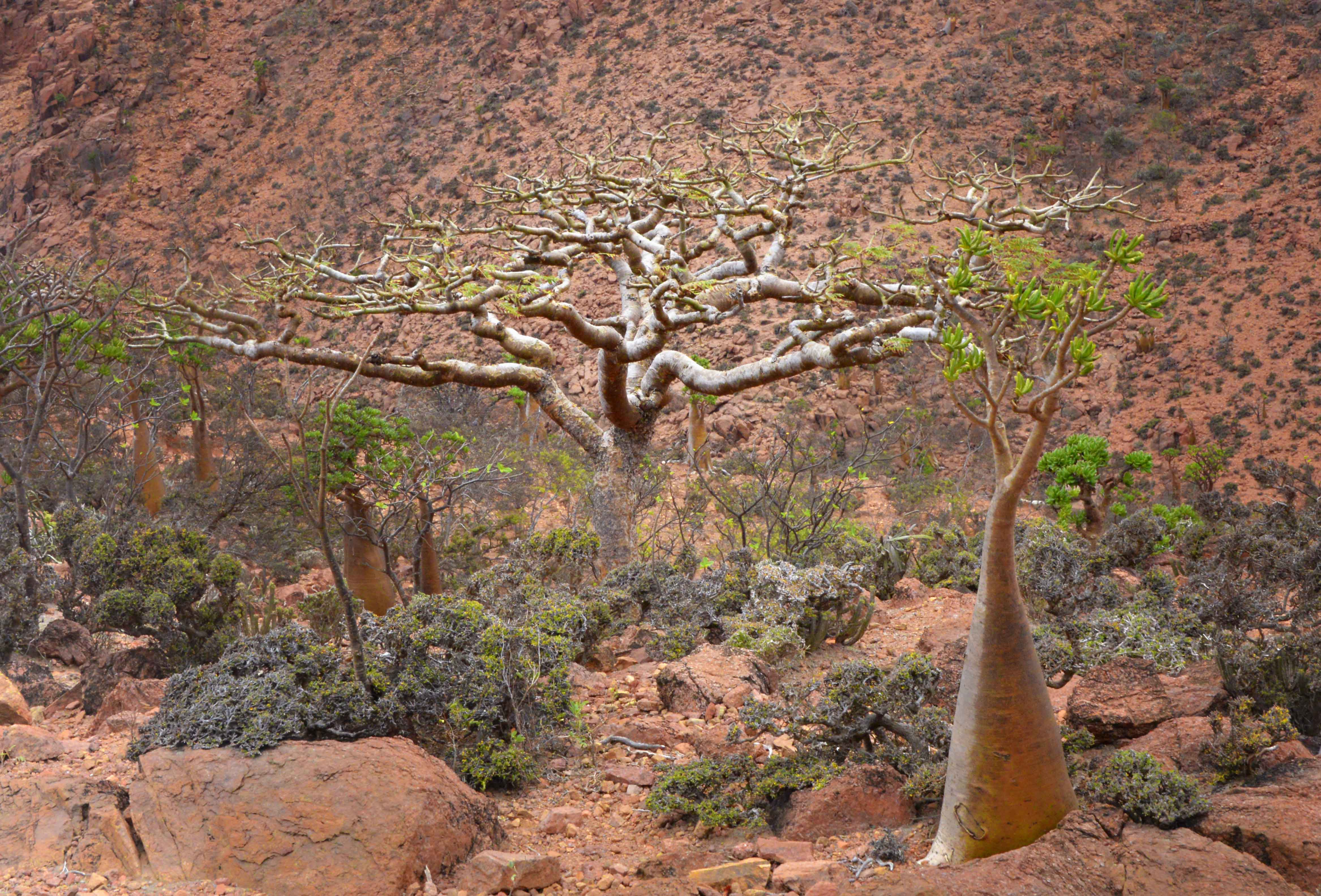
شجر اللبان في جزيرة سقطرى

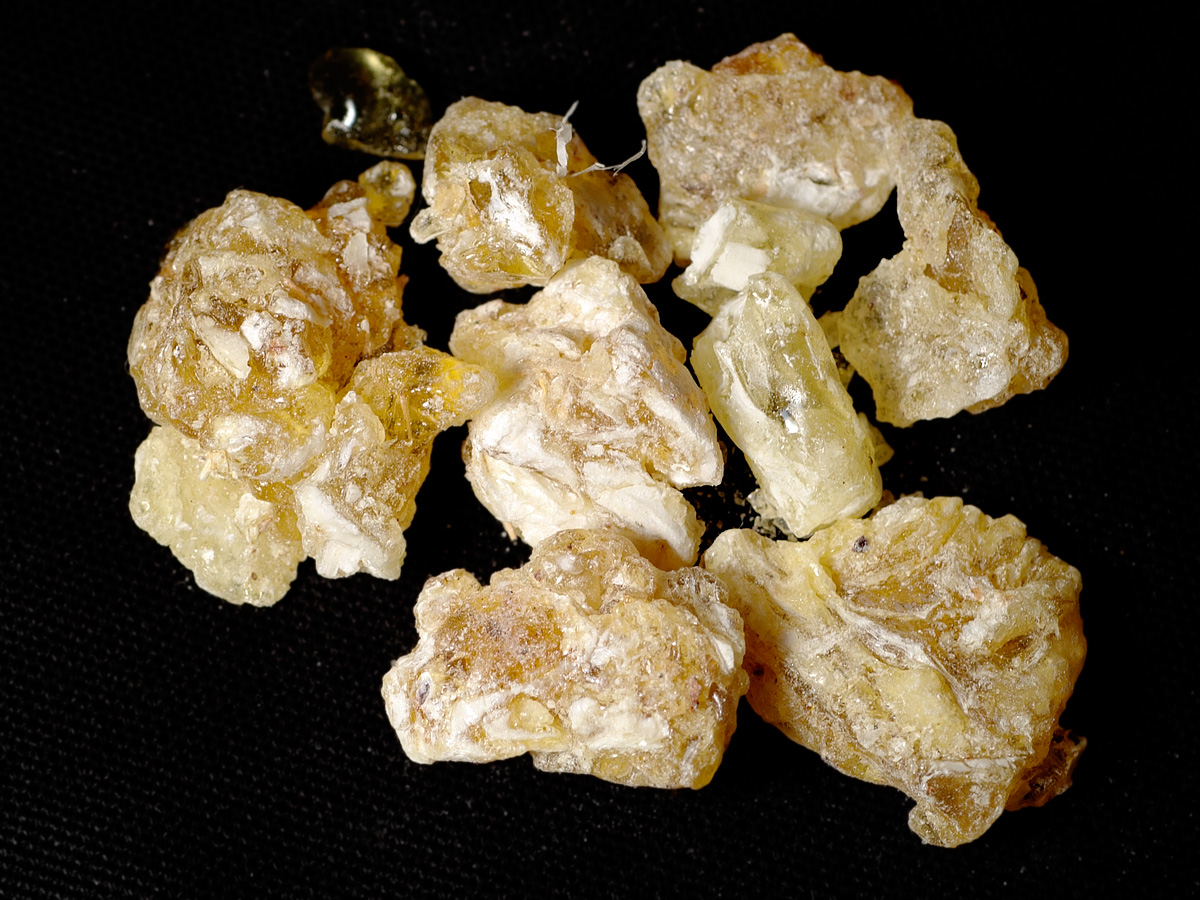
لبان يمني طبيعي

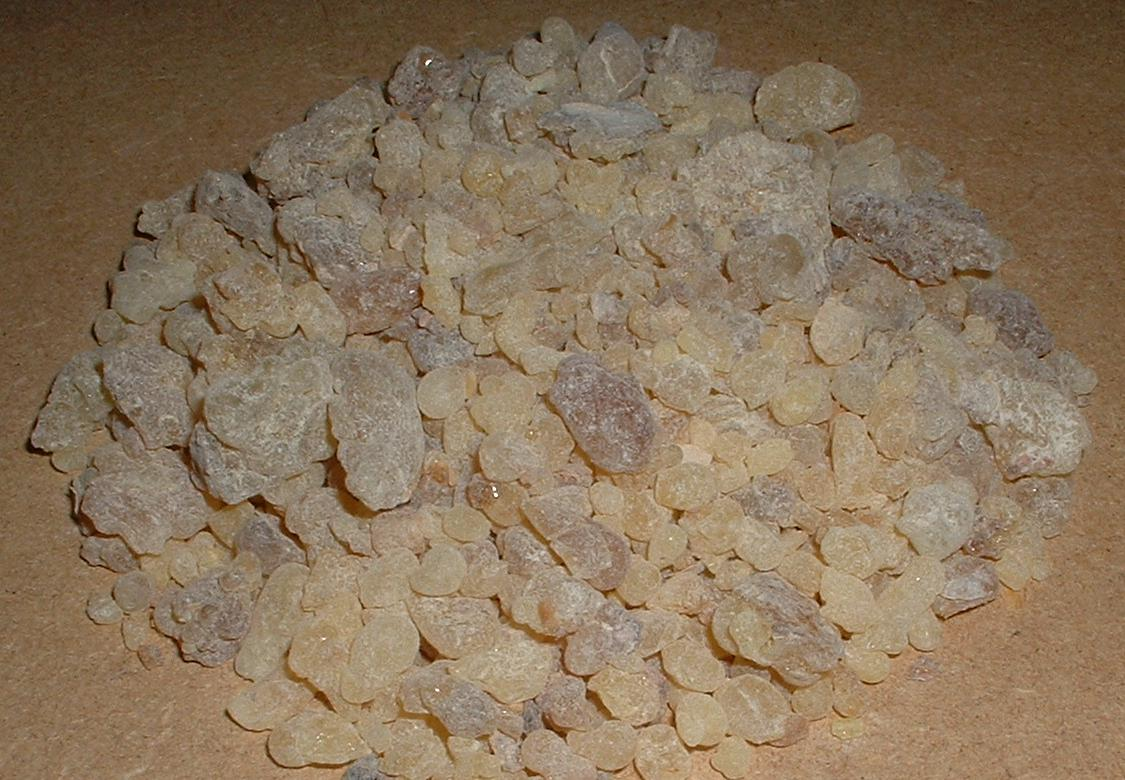
100 جرام من العلك المر أو اللبان

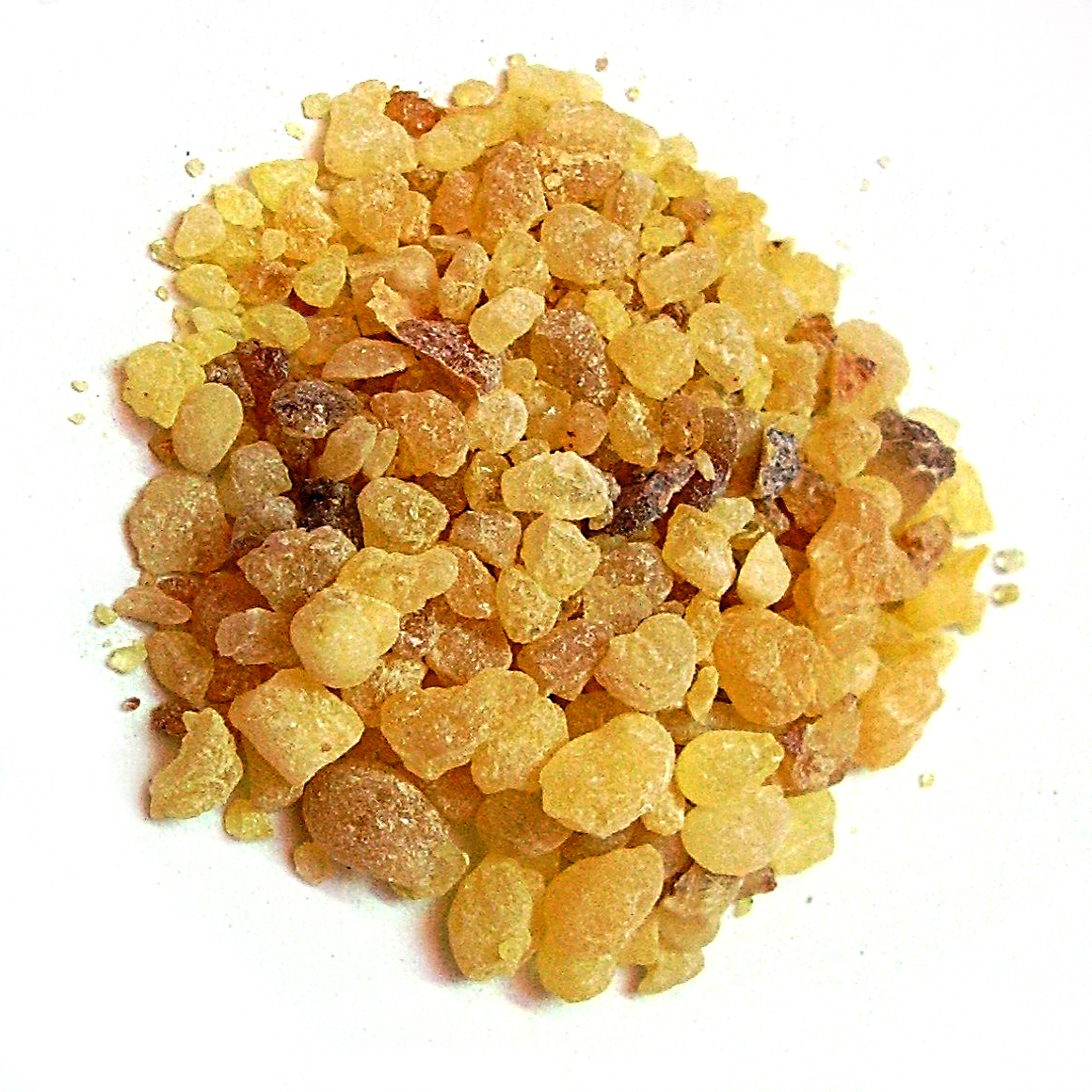
لبان ذو لون فاتح

اللبان يوجد منه العديد من الأنواع وهي:
اللبان البدوي أو اللبان الذكر أو اللبان الشحري (نسبة إلى بلاد الشحر) أوالكندر أو اللُّبَّان (من المصدر ل‌ب‌ن‌ بمعنى لبن الشجر وصمغه، وربما من اليونانية λίβανος) ويعرف علمياً باسم (باللاتينية: Boswellia Carterii). ضرب من صمغ الشجر اللبان يمضغ ويستخدم كبخور أحيانا ويحدث رائحة زكية، وكذلك له استخدامات عديدة في وصفات الطب الشعبي.
للبان أنواع عديدة، ويتم استخراجه مرتين أو ثلاثاً سنويا من شجرة الکُندُر أو شجرة اللبان أو اللبنى. يتم استخراج أجود أنواع اللبان عالميا من أشجار اللبان من ظفار عمان وحضرموت، إلا أن شجرة اللبان تنتشر في بقية أجزاء شبه الجزيرة العربية وشمال الصومال وأثيوبيا والعراق. وقد كانت تعتمد على تجارة اللبان حضارات قديمة في اليمن مثل مملكة حضرموت وكانت تعرف قديما بمملكة اللبان والبخور.
ويذكر أن استخراج اللبان من شجرة الكندر يؤثر على خصوبة بذورها، حيث تتدنى نسبة خصوبة بذور شجرة الكندر التي يتم استخراج اللبان منها إلى 18%، في حين يرتفع لدى الأشجار التي لم يتم استخراج اللبان منها إلى 80%.

## مزايا وخصائص شجرة اللبان وأنواعه
تختلف شجرة اللبان من حيث حجمها وشكلها ونوعية اللبان المستخرج منها بحكم اختلاف الظروف المناخية والبيئية لكل منطقة، فهي تحتاج إلى ظروف مناخية وبيئية خاصة.
- تتميز بارتفاع معدل الرطوبة النسبية وارتفاع درجة الحرارة ومناطق ذات تربة حجرية وكلسية.
- ونموها يكون أفضل في التربة الحصوية أكثر من التربة الطينية خاصة سفوح الجبال وقيعان الأودية.
- ترتبط جودة الإنتاج من هذه الشجرة بالنطاقات الجغرافية والعوامل المناخية المميزة لكل نطاق وكذلك خبرة المشتغل على جني هذا المحصول وفترات ومواقيت الحصاد.
- تقاس جودة اللبان باللون النقي الأبيض المشوب بزرقة والخالي من الشوائب، ويرتفع ثمنه حسب جودته. وتقل الجودة كلما تغير اللون إلى الإحمرار أو اختلط بشوائب أخرى.

ويمكن تقسيم أصناف اللبان إلى ثلاثة أنواع حسب الأفضلية والجودة؛ فأجودها هو الذي يسمى (الحوجري) نسبة إلى حوجر في جبل سمحان، ويأتي بعده (النجدي) ثم يليه (الشزري). أما ثالث والأقل جودة فهو (الشعبي أو السهلي). يعتبر النوع الأول هو أفضل الأنواع لأن شجرته تنمو في المناطق المرتفعة الجافة والتي لا يصيبها ضباب أو رطوبة الأمطار الموسمية ولبعدها عن البحر أما النوع الرابع هو الأقل جودة لأن شجرته تنمو في المناطق التي تتأثر بالأمطار الموسمية إلى جانب قربها من البحر.
وتعطي الشجرة إنتاجها بعد فترة تتراوح بين ثمان وعشر سنوات من الإنبات وتنمو بسرعة عندما تكون بعيدة عن مناطق تساقط الأمطار الموسمية، وهي من فصيلة البخوريات كثيرة الأغصان أوراقها خضراء داكنة، ويتراوح ارتفاعها ما بين ثلاثة إلى خمسة أمتار وهي ذات جذع واحد أو متفرع عند القاعدة، وتحتوي على غدد لبنية تفرز مادة (الراتنج) الصمغية، وتنمو في مجموعات صغيرة وتتم عملية انفصال اللحاء في الشجرة على شكل قشور ورقية، وأفرعها قصيرة وكثيفة ووترية، وتتجمع أوراق الشجرة عند الأطراف في الأفرع، وأوراقها مركبة وأزهارها تتشكل في هيئة عناقيد تتجمع عند أطراف الفروع. وتتكاثر الشجرة من الحبوب الجافة التي تتحول من الأخضر إلى الأسود بعد فترة التزهير ثم تتساقط بعد ذلك.

## تاريخ اللبان
- عرف اللبان منذ عصور ما قبل الميلاد. وقد اعتمدت على تجارته حضارات قديمة مثل مملكة حضرموت ومملكة معين والأنباط. كما ارتبطت تجارة اللبان بطريق البخور وهو طريق تجاري يربط الهند بالجزيرة العربية ومصر.
- تشير المصادر التاريخية إلى أن الملكة المصرية حتشبسوت (1500ق.م) كانت تجلب اللبان المقدس من بلاد بونت (شمال شرق الصومال أو ظفار العمانية)، كما تشير المصادر التاريخية إلى أن ازدياد الطلب على اللبان يرجع إلى القرن السادس قبل الميلاد لبلاد اليونان وبلاد الشام والعراق وفارس إزاء ما كان يمثله اللبان من أهمية للإمبراطوريتين الفارسية والرومانية في الطقوس الدينية.
- وصل اللبان إلى أوروبا الغربية عن طريق الحملات الصليبية على الشرق في العصور الوسطى. حيث يذكر بعض الباحثين أن اللبان انتقل لأوربا الغربية من لبنان.

وتعتبر منطقة ظفار جنوب سلطنة عُمان وسوقطرى حضرموت من أكبر المناطق التاريخية الرئيسية لإنتاج اللبان وعرفت قديما ببلاد اللبان وساكلن وبونت، وكان ميناء سمهرم، ميناء مملكة حضرموت، في ظفار يصدر اللبان في القرن الأول الميلادي إلى اليمن ومصر وروما. ويسمى أجود نوع من اللبان في محافظة ظفار باسم: الحوجري.

## استخدامات اللبان

تركيب اللبان الكيميائي

يستخدم اللبان كعلك للمضغ كما يستخدم كأحد أنواع البخور، حيث تم استخدامه في التبخير في بعض الطقوس الدينية. كما أن ذكر اللبان قد ورد في إنجيل متى.
يحتوى اللبان على مادة الكورتيزون المثبطة للالتهابات. ويقول الباحثون إن الكورتيزون المتوفر في اللبان ذا جودة عالية وفاعلية أفضل بكثير من الكورتيزون الصناعي. ويشيد الباحثون الغربيون بأن كورتيزون اللبان ليست له أعراض جانبية كالكورتيزون الصناعي الذي يسبب مضاعفات خطيرة منها هشاشة العظام والبشرة الورقية وقصور في وظائف الكبد والكلى.
وتوجد أدوية عدة تم تصنيعها بعد فصل واستخلاص مادة الكورتيزون من اللبان وغالبها أدوية غربية.

## الفوائد
ومن فوائد اللبان: أنه مقوي للقلب والدماغ ونافع من البلادة والنسيان وسوء الفهم، وهو نافع من نفث وإسهال الدم إذا شرب أو سف منه نصف درهم «ملعقة صغيرة»، وكان أطباء الفراعنة يستخدمونه في علاج المس وطرد الأرواح الشريرة. وهو يذهب السعال والخشونة وأوجاع الصدر وضعف الكلى والهزال، وهو يصلح الأدوية ويكسر حدتها، وشربته إلى مثقالين. وله فوائد أخرى كثيرة.
ومن طرق استخدامه: ملعقة صغيرة من مسحوق الكندر تذاب في ماء «يمكن تنقيع الكندر من المساء حتى الصباح» ويشرب على الريق في كل يوم مرة واحدة.
فالكندر هو اللبان الذكر. وهو عبارة عن خليط متجانس من الراتنج والصمغ وزيت طيار، ويستخرج من أشجار لا يزيد ارتفاعها على ذراعين، مشوكة لها أوراق كأوراق الآس وثمره مثل ثمر الآس. وقد قال ابن سمجون "الكندر بالفارسية هو اللبان بالعربية"، وقال الأصمعي: "ثلاثة أشياء لا تكون إلا باليمن وقد ملأت الأرض: الورس واللبان والعصب (يعني برود اليمن).
وشجر اللبان لا ينمو في السهول وإنما في الجبال فقط. وللكندر رائحة وطعم مر مميز والجزء المستخدم من شجر الكندر: اللبان وقشور الساق.
كيف يمكن الحصول على الكندر من أشجار الكندر؟
يستحصل على الكندر من سيقان الأشجار وذلك بخدشها بفأس حاد، ثم تترك فيخرج سائل لزج مصفر إلى بني اللون ويتجمد على المكان المخدوش من السيقان، ثم تجمع تلك المواد الصلبة وهذا هو الكندر.
المصدر الرئيسي للكندر هي عمان واليمن. ما هي المحتويات الكيميائية للكندر؟ - يتكون الكندر من مزيج متجانس من حوالي 60% راتنج، وحوالي 25% صمغ، وحوالي 5% زيوت طيارة، ومركب يعرف باسم أولبين ومواد مرة وأهم مركبات الزيت فيلاندرين، وباينين.
ماذا قال الأقدمون عن الكندر؟
استخدم الكندر أو ما يسمى باللبان الذكر أو اللبان الشجري من مئات السنين ويستخدم على نطاق واسع وبالأخص عند العرب وقد قال فيه داوود الانطاكي في تذكرته:
كندر: هو اللبان الذكر ويسمى البستج، صمغ شجرة نحو ذراعين شائكة ورقها كالآس، يجني منها في شمس السرطان ولا يكون إلا بالشحر وجبال اليمن، والذكر منه المستدير الصلب الضارب إلى الحمرة، والأنثى الأبيض الهش وقد يؤخذ طريا ويجعل في جرار الماء ويحرك فيستدير، ويسمى المدحرج، تبقى قوته نحو عشرين سنة، وهو حار في الثالثة أو الثانية يابس فيها أو هو رطب يجبس الدم خصوصاً قشره، ويجلو القروح ويصفي الصوت وينقي البلغم خصوصاً من الرأس مع المصطكي ويقطع الرائحة الكريهة وعسر النفس والسعال والربو مع الصمغ، وضعف المعدة والرياح الغليظة ورطوبات الرأس والنسيان وسوء الفهم، بالعسل أو السكر فطورا ويجلو القوابي ونحوها بالخل ضمادا.
ويخرج ما في العظام من برد مزمن إذا شرب بالزيت والعسل ومسك عن الماء، والبياضر والأورام مع الزفت وقروح الصدر ونحو القوابي والثآليل بالنطرون، والتمدد والخدر والخل، والداحس بالعمل، وجميع الصلابات بالشحوم ومن الزحير بالنانخواه، وسائر أمراض البلغم بالماء، وتحليل كل ملابة بالشيرج وأمراض الأذن بالزيت مطلقا والبياض والجرب والظلمة والحكة وجمود الدم كحلا خصوصا بالعسل، وكذا الدمعة والغلظ والسلاق وجروح العين سيما دخانه المجتمع في النحاس، ويزيل القروح كلها باطنة كانت أو ظاهرة شربا وطلاء، والخلفة والغثيان والقيء والخناق والربو بالصمغ، وثقل اللسان بزبيب الجبل والصعتر، والدم المنبعث مطلقا وضعف الباه بالنيمرشت بحرب، وانتثار الشعر بدهن الآس، ودخانه يطرد الهوام ويصلح الهواء والوباء والوخم، وقشاره أبلغ في قطع النزف وتقوية المعدة وكذا دقاقه في الجراح، والقطور في الأذن، وثمر شجره الشبيه بحب الآس يزيل الدوسنتاريا، وهو يصدح المحرور وإكثاره يحرق الدم، ويصلحه السكر ويصلب الصلب منه مضغ الجوزة أو البسبابة معه وفيها معهما سر في المني ظاهر، والذي يلتهب منه مغشوش ينبغي اجتنابه وشربته نصفه مثقال.
ويستعمل مع الصمغ العربي لقطع الرائحة الكريهة وعسر النفس والسعال والربو، ومع العسل والسكر لضعف المعدة والرياح ورطوبات الرأس والنسيان، ومع الماء لسائر أمراض البلغم، ومع البيض غير كامل النضج لضعف الباره، ويستعمل مطهرا. وتوجد وصفة مجربة من الكندر مع البقدونس، حيث يؤخذ قدر ملعقة كبيرة من الكندر ويقلى مع حوالي ملعقتين من البقدونس مع كوبين من الماء، ويغلى حتى يتركز الماء إلى كوب واحد ويكون شكله غليظ القوام، يشرب نصفه في المساء والنصف الآخر في الصباح فإنه مفيد جدا لعلاج السعال الشديد والنزلات الصدرية. كما يستعمل لعلاج السعال عند الأطفال حيث ينقع منه ملء ملعقة صغيرة ليلا مع كوب حليب ثم يعطى للطفل منه نصفه صباحا. كما يستخدم منقوعه في الماء الدافئ ويشرب منه ما يعادل فنجان قهوة صباحا على الريق وآخر في المساء عند النوم وذلك لعلاج حالات كثيرة مثل السعال وضعف المعدة وإزالة البلغم وآلام الروماتزم.
كما يخلط مع زيت الزيتون أو السمسم لإزالة آلام الأذن. ويخلط مع زبيب الجبل والزعتر لعلاج ثقل اللسان.
اللبان المر والمعروف باللبان الذكر أو الكندر أو الشحري فهو يفيد ضد الكحة. ومن الأفضل نقعه في الماء وشربه في الصباح والكمية المأخوذة منه هو ملء ملعقة أكل تنقع في ملء كوب ماء بارد وتترك 12ساعة ثم يصفى ويشرب. كما أنه مفيد لمن يعانون من آلام اللثة كمضمضة.
وقال ابن البيطار: «الكندر يقبض ويسخن ويجلو ظلمة البصر، يملأ القروح العتيقة ويدمعها ويلزق الجراحات الطرية ويدملها ويقطع نزف الدم من أي موضع كان، ونزف الدم من حجب الدماغ الذي يقال له سعسع وهو نوع من الرعاف ويسكنه. يمنع القروح التي في المعدة وفي سائر الأعضاء، إذا خلط بالعسل أبرأ الحروق، يحرق البلغم وينشف رطوبات الصدر ويقوي المعدة الضعيفة ويسخنها. الكندر يهضم الطعام ويطرد الريح. دخان الكندر إذا أحرق مع عيش الغراب أنبت الشعرت». وقد استخدمه قدماء المصريون دهانا خارجيا مسكنا للصداع والروماتزم والأكزيما وتعفن الحروق ولآلام المفاصل ولإزالة تجاعيد الوجه.
وقال ابن سينا: كُنْدُر.
الماهية: قد يكون بالبلاد المعروفة عند اليونانيين بمدينة الكندر ويكون ببلاد تسمى المرباط، وهذا البلد واقع في البحر وتجار البحر قد يتشوش عليهم الطريق وتهبّ الرياح المختلفة عليهم ويخافون من انكسار السفينة أو انخراقها من هبوب الرياح المختلفة إلى موضع آخر، فهم يتوجهون إلى هذا البلد المسمى المرباط ويجلب من هذا البلد الكندر مراكب كثيرة يتّجر بها التجار وقد يكون أيضاً ببلاد الهند ولونه إلى اللون الياقوتي ما هو وإلى لون الباذنجان. وقد يحتال له حتى يكون شكله مستديراً بأن يأخذوه ويقطعوه قطعاً مربعة ويجعلوه في جرّة يدحرجونها حتى يستدير وهو بعد زمان طويل يصير لونه إلى الشقرة.
قال حنين: أجود الكندر هو ما يكون ببلاد اليونانيين وهو المسمى الذكر الذي يقال له سطاعونيس، وما كان منه على هذه الصفة فهو صلب لا ينكسر سريعاً، وهو أبيض وإذا كسر كان ما في داخله يلزق إذا لحق وإذا دخن به اخترق سريعاً.
وقد يكون الكندر ببلاد الغرب وهو دون الأول في الجودة ويقال له قوفسفوس وهو أصغرها حصاً وأميلها إلى لون الياقوت.
قال ديسقوريدوس: ومن الكندر صنف آخر يسمى أموميطس وهو أبيض وإذا فرك فاحت منه رائحة المصطكى. وقد يغشّ الكندر بصمغ الصنوبر وصمغ عربي إذ الكندر صمغ شجرة لا غير. والمعرفة به إذا غش هيّنة وذلك أن الصمغ العربي لا يلتهب بالنار وصمغ الصنوبر يدخّن والكندر يلتهب.
وقد يستدل أيضاً على المغشوش من الرائحة وقد يستعمل من الكندر اللبان الدقاق والقشار والدخان وأجزاء شجرة كلها وخصوصاً الأوراق ويغش.
الاختيار: أجود هذه الأصناف منه الذكر الأبيض المدحرج الدبقي الباطن والذهبي المكسر.
الطبع: قشاره مجفف في الثانية وهو أبرد يسيراً من الكندر والكندر حار في الثانية مجفف في الأولى وقشره مجفف في حدود الثالثة.
الخواص: ليس له تجفيف قوي ولا قبض إلا ضعيف والتجفيف لقشاره وفيه إنضاج وليس في قشره ولا حدّه في قشاره ولا لذع للحم حابس للدم. والاستكثار منه يحرق الدم دخانه أشدّ تجفيفاً وقبضاً. وقال بعضهم: الأحمر أجلى من الأبيض وقوة الدقاق أضعف من قوة الكندر.
الزينة: يجعل مع العسل على الداحس فيذهب وقشوره جيدة لآثار القروح وتنفع مع الخل والزيت لطوخاً من الوجع المسمى مركباً وهو وجع يعرض في البدن كالثآليل مع شيء كدبيب النمل.
الأورام والبثور: مع قيموليا ودهن الورد على الأورام الحارة في الثدي ويدخل في الضمادات المحللة لأورام الأحشاء.
الجراح والقروح: مدمل جداً وخصوصاً للجراحات الطرية ويمنع الخبيثة من الانتشار وعلى القوابي بشحم البطّ وبشحم الخنزير وعلى القروح الحرفية وعلى شقاق البرد ويصلح القروح الكائنة من الحرق.
أعضاء الرأس: ينفع الذهن ريقوّيه.
ومن الناس من يأمر بإدمان شرب نقيعه على الريق والاستكثار منه مصدع ويغسل به الرأس وربما خلط بالنطرون فينقي الحزاز ويجفف قروحه ويقطر في الأذن الوجعة بالشراب وإذا خلط بزفت أو زيت أو بلبن نفع من شدخ محارة الأذن طلاء ويقطع نزف الدم الرعافي الجابي وهو من الأدوية النافعة في رضِّ الأذن.
أعضاء العين: يدمل قروح العين ويملؤها وينضج الورم المزمن فيها.
ودخانه ينفع من الورم الحار ويقطع سيلان رطوبات العين ويدمل القروح الرديئة وينقّي القرنية في المدة التي تحت القرنية وهو من كبار الأدوية للظفرة الأحمر المزمن وينفع من السرطان في العين.
أعضاء النفس والصدر: إذا خلط بقيموليا ودهن الورد نفع الأورام الحارة تعرض في ثدي النفساء ويدخل في أدوية قصبة الرئة.
أعضاء الغذاء: يحبس القيء وقشاره يقوي المعدة ويشدها وهو أشد تسخيناً للمعدة وأنفع في الهضم والقشار أجمع للمعدة المسترخية.
أعضاء النفض: يحبس الخلقة والذرب ونزف الدم من الرحم والمقعدة وينفع دوسنطاريا ويمنع انتشار القروح الخبيثة في المقعدة إذا اتخذت منه فتيلة.
الحميات: ينفع من الحميات البلغمية. أ.هـ.
اللبان الظفاري .. كنز الفوائد الكثيرة
تتعدد الموارد الاقتصادية لمحافظة ظفار بسلطنة عمان منذ قديم الزمن. وتمثّل شجرة اللبان واحدة من هذه الموارد التي تدر دخلا جيدا لسكانها. وقد ازدادت أهمية هذه الشجرة نتيجة للمادة التي تنتجها، والتي تستخدم في العديد من الأغراض سواء في المجالات الطبية أو المنزلية أو في المناسبات الدينية والعائلية كالأعراس وفي الكنائس بجانب استخداماتها اليومية في المنازل على شكل بخور ذات رائحة طيبة. كما يستخدمها البعض في عملية الصمغ خاصة النساء، إضافة إلى استخداماتها الأخرى. ويطلق البعض على هذه الشجرة بـ «الشجرة المقدسة».وتنمو شجرة اللبان بشكل طبيعي على الحواف المتأثرة بالأمطار الموسمية في هذه المحافظة. ونظرا لما تمثله هذه الشجرة من أهمية تاريخية وطبيعية ودينية واقتصادية وصحية، فقد أجريت لها العديد من الدراسات والأطروحات العلمية حولها، والتي تناولت هذه الشجرة من زوايا مختلفة. أما الحقيقة الثابتة حولها فإن محافظة ظفار تنفرد عن باقي المناطق والحافظات العمانية في زرع هذه الشجرة.
وكان اللبان يمثل عمود التجارة الأساسي في جنوب شبه الجزيرة العربية قديما ومصدرا مهما من مصادر الدخل حيث اشتهرت محافظة ظفار بإنتاج أجود أنواع اللبان في العالم لتوفير المناخ الملائم لنمو أشجاره في مجموعات صغيرة، ويكون ارتفاع شجرة اللبان حوالي ثلاثة أمتار وتصبح قادرة على العطاء بعد ثماني أو عشر سنوات من زراعتها. وقد احتلت شجرة اللبان أهمية بالغة تضارع قيمة الذهب وهدايا الملوك. ولا تزال تلعب دورا هاما حتى عصرنا الحديث. ويطلق على أفضل أنواع اللبان اسم «البخور الفضي» وينتج في محافظة ظفار. ولقد وصف المؤرخ الرومان بلينى، مادة اللبان بأنها «مادة بيضاء لامعة تتجمع في الفجر على شكل قطرات أو دموع كأنها اللؤلؤ». إن المقصود باللؤلؤ هو هذه المادة الراتنجية التي تنتج عند جرح الأشجار في مواقع معينة.
ومن الأطروحات العلمية الأخيرة التي تعرضت حول هذه الشجرة وخصائصها أطروحة الدكتور محسن بن مسلم بن حسن العامري الذي قدم دراسته لنيل شهادة الدكتوراه من أكاديمية موسكو للعلوم الزراعية وبإشراف من جامعة السلطان قابوس، حيث قام بإجراء بحوث ميدانية في ستة مواقع بمحافظة ظفار مثلت بيئة انتشار شجرة اللبان وخصائصها العلمية والطبية والبيئية. وكان موضوع الأطروحة الخصائص البيئية لأشجار اللبان في محافظة ظفار.
ويوضح العامري أن أطروحته تعتبر الأولى من نوعها تتناول بصورة علمية شجرة اللبان في السلطنة، ومن الدراسات العلمية القليلة على المستوى لعالمي، وهذا يرجع لكون أشجار اللبان تنمو في مناطق منعزلة بعض الشيء، ذلك إذا ما تحدثنا عن الشجرة من منظور نباتي. وبالرغم من أن الشجرة يطلق عليها الشجرة المقدسة ولها استخدامات دينية وورد ذكرها في الإنجيل إلا أن تسجيلها تأخر حتى سنة 1846م.
وتتناول أطروحة الدكتور العامري عددا من النقاط حول الخصائص البيئية لانتشار شجرة اللبان وتصنيفها نباتيا بجانب صفاتها الظاهرة. ويقول الباحث إن الشجرة تمثل أهمية كبيرة على المستوى الاقتصادي، حيث يقوم الأهالي بتجميع اللبان وبيعه في المدن، ويستخدمونه في علاج مختلف الأمراض، وللتبخر، إضافة أنها أوراقها تستخدم كعلف للحيوانات وأزهارها مصدر لجمع العسل.
يضيف أن هذه الشجرة تنمو بشكل طبيعي دون تدخل الإنسان على الحواف المتأثرة بالأمطار الموسمية وتقدر المساحة التي تنمو بها أشجار اللبان 4 آلاف كيلومترات مربعة، مشيرا إلى أن الدراسات تشير إلى أن محافظة ظفار كانت حتى وقت قريب تنتج ما بين 5 إلى 6 آلاف طن سنويا من مادة اللبان، وكان اللبان يشكل 75% من دخل البلد. كما يوضح الباحث أن لهذه الشجرة أهمية مستقبلية وأهمية اقتصادية حيث أن على مادة اللبان طلب كبير في الكنائس والمعابد وفي الطب الشعبي، وهناك دراسات على استخدام اللبان في الطب الحديث.
كما لها أهمية سياحية حيث أن هذه الشجرة تعتبر مقدسة ولا تنمو إلا في مناطق محدودة من العالم، لذلك فإن البيئة العمانية تناسب شجرة اللبان حيث تتحمل الجفاف وقلة الأمطار وارتفاع الحرارة. ويقول الباحث أنه في ظروف التنافس الاقتصادي ووجود أنواع مختلفة من اللبان في السوق العالمية لا بدّ من عمل شهادة منشإ للبان العماني وتحديد مكونات اللبان الكيميائية.
وهذا بدوره سوف يؤدي لحل عدد من المسائل: منها تصنيف اللبان إلى درجات على أسس علمية وضبط أسعار اللبان على المستوى العالمي، والاستخدام الأمثل له من خلال التصدير وليس فقط الاستفادة من خام اللبان بل مكوناته حسب متطلبات السوق. ويضيف أنه بعد دراسته لمواقع انتشار أشجار اللبان في جبال ظفار يتبين أن هناك إمكانية واسعة لزراعة هذه الشجرة وهي ذات جدوى اقتصادية.
وحول المميزات الأخرى لمادة اللبان يقول الباحث: ما يميز اللبان العماني وجود نسبة عالية من مادة الفابنين وعدم وجود مادة اينسينسول. ويعتبر اللبان الحوجري أفضل للاستخدام في الطب الشعبي وللحرق (البخور)، بينما يفضل اللبان الشعائبي لإنتاج زيت اللبان. وعند دراسة مكونات مادة اللبان الكيميائية من الممكن تتبع مصدرها وهذا سوف يؤدي إلى تحديد العلاقات بين الشعوب والحضارات القديمة.
أما حول أوجه الشبه والاختلاف بين شجرة اللبان في محافظة ظفار وأشجار اللبان في باقي مناطق العالم يقول العامري، تصنف مادة اللبان محليا حسب اللون والنقاوة ووقت الجمع والمكان الذي تنمو فيه شجرة اللبان، وقد اشتهرت 4 مواقع، وسمي نوع مادة اللبان عليها وهي مواقع متداخلة وليس هناك حد فاصل بينها. وهي لبان الشعاب (الأودية).
وهو الشريط القريب من الساحل غرب ريسوت بمحاذاة البحر، ويمتد غربا حتى رأس ساجد، ولبان الشزر امتداد من شمال غرب ريسوت بمحاذاة جبل القمر حتى حدود اليمن، ولبان النجد وهو ما وراء سلسلة جبال ظفار ناحية الربع الخالي، ولبان حوجر ويجمع من شمال جبال سمحان ناحية وادي انفور. وقد بينت الدراسة التي قام بها الباحث أنها نفس النوع من الشجرة .
ولكن هناك أصناف داخلية تختلف في الشكل الخارجي وقشرة الشجرة وبعض الصفات الأخرى، كذلك يختلف لون وتركيز بعض العناصر في مادة اللبان حسب تأثير الخصوصية البنية. وهذا ما يطلق عليه الأهالي بطريق الخطإ لبان ذكر ولبان أنثى، هذا الكلام لم يثبت علميا حيث أن أزهار شجرة اللبان تحمل صفات التأنيث والتذكير معا. كما يوجد في محافظة ظفار نوع واحد من أشجار اللبان واسمها العلمي (ًBoswelliasacra fluec).
وهذا النوع هو الوحيد الموجود في ظفار، وتنتمي أشجار اللبان إلى جنس يسمى (Boswellia) يوجد منه 25 نوعا، وأربعة أنواع منها منتجة لمادة اللبان وهو النوع العماني ونوع آخر هندي ونوعان آخران في منطقة القرن الأفريقي. كما أن هناك اختلافات على مستوى شكل الشجرة وشكل الأوراق. أما المكونات الكيميائية لمادة اللبان فهناك أيضا اختلافات أخرى، وأهم هذه الاختلافات هو أن اللبان العماني لا يحتوي على مادة تسمى ((iusoi، وتحتوي المادة العطرية فيه بشكل عال تصل إلى 83%وتسمى الفاينين.
كما يحتوي اللبان العماني على نسبة عالية من زيت اللبان تصل إلى 15%، إضافة إلى ذلك أن اللبان العماني يحتوي على نسبة عالية من الصمغ. وبشأن الاستخدامات الطبية لمادة اللبان يقول الباحث أن اللبان يستخدم في الطب الشعبي على نطاق واسع، فسكان ظفار يستخدمون اللبان كمسكن لآلام البطن والصدر والتهاب العيون ومضاد للسموم والتئام الكسور، مشيرا إلى أن الدراسات الحديثة قد أثبتت أن المادة الفعالة المسؤولة عن الفعالية العلاجية تسمى حامض الابسوليك، وتبين أنه مسكن للألم ويقوي الجهاز المناعي للجسم والكبد وسرطان الدم وضد الالتهابات، وهذه الفعالية مبنية على تأثير اللبان على أنزيم lipoxyjenas وللبان تأثير على التخفيف من الربو وتقرح المصران الغليظ.
ومن ميزات العلاج بمادة البوليك أنه على المدى البعيد لا يؤدي إلى تأثيرات جانبية والزيوت الطيارة المستخرجة من اللبان تدخل في صناعة العطور وكريمات الوجه وعلاج التهاب الشعب الهوائية.
لقد أصبحت المناطق التي تزرع فيها شجرة اللبان في محافظة ظفار معالم بارزة ضمن المعالم والمقومات السياحية التي يرتادها الزوار القادمون إلى هذه المحافظة، حيث يحرص السياح وخاصة الخليجيين منهم في زيارة تلك المناطق ومعرفة أهمية وتاريخ تلك الأشجار وفوائد اللبان، ويلتقطون الصور التذكارية بجانبها. كما تحرص العائلات الزائرة إلى هذه المحافظة سواء من المواطنين أو الخليجيين والعرب وغيرهم على شراء اللبان الظفاري لاستخدامه في الأغراض المختلفة. وقد أصبحت هذه المواد تعبأ اليوم في علب بلاستيكية وتصدر إلى مختلف دول العالم. كما تعرض هذه المواد في بعض المعارض التي تنظمها الشركات المحلية والدولي، ة كالمعرض الذي أقيم في اليابان سنة 2003 حيث عرضت مختلف أنواع اللبان ضمن العطور التي تنتجها الشركات العمانية من تلك المواد.
الكندر في الحقيقة ليس إلا اللبان المألوف وأجود أنواعه في التبخير وهو ذلك النوع الذي يطلق عليه في اللغة العربية الدارجة اسم اللبان الذكر، وكلمة اللبان هي ذات أصل عربي قديم وردت في نقوش الخط المسند، وقد انتقلت هذه الكلمة القديمة إلى اللغة اليونانية فصارت Libanos وإن كان اسمه في بعض اللغات الأوروبية مختلفا عن هذه الكلمة فهو في الإنجليزية يسمى Frankincense أما كلمة كندر فهي حضرمية الأصل.
وتوجد في ظفار أربعة أنواع من الكندر تختلف باختلاف المناطق ومدى ارتفاعها وابتعادها عن الساحل أجودها:
- اللبان «الحوجري» أجود أنواع الكندر الذي تنمو أشجاره في الأجزاء الشرقية من منطقة ظفار .
- اللبان «النجدي» يلي الحوجري في الجودة وتنمو أشجاره في منطقة «نجد» الواقعة إلى الشمال من مرتفعات ظفار الوسطى.
- اللبان «الشعبي» وهو النوع الثالث. فهو الذي تنمو أشجاره قرب ساحل ظفار ويسمى «شعبي» وهو أقل الأنواع جودة.
- اللبان «الشزري» يليه النوع الذي ينمو على جبال القراء الممتدة وراء الساحل ويسمى «شزري» وهو نوع جيد.

ويلاحظ أن الظروف الطبيعية تظافرت في منطقة ظفار (من مناطق دولة عمان) لتجعل من كندر ظفار نوعا ممتازا، مما أدى إلى رواجه الكبير في أسواق العالم القديم، فالكندر يجود إذا نمت أشجاره فوق مناطق مرتفعة شحيحة المطر ولكن في بيئة ملبدة بالسحب، وهذه الظروف تتوافر في ظفار لأن الرياح الموسمية الجنوبية الغربية المحملة بالرطوبة من جراء مرورها فوق البحر عندما تصل إلى خط الساحل تتسبب في تكوين ضباب وطبقات من السحب المتراكمة على منحدرات جبل القراء فتتوفر بذلك الظروف الثلاثة الملائمة لنمو أشجار الكندر الجيد، وهي الارتفاع والجفاف النسبي والجو الملبد بالسحب والضباب.
وقد تحدث الكثير من الكتاب الكلاسيكيين عن مناطق إنتاج الكندر، ونلاحظ أنهم ميزوا بين كندر الصومال وبين كندر الجزيرة العربية، وقد أطلقوا على كندر الصومال اسم كندر الشاطئ البعيد، بينما أطلقوا على كندر ظفار اسم الكندر السخاليتي، نسبة إلى الاسم الذي أطلقه هؤلاء الكتاب على خليج القمر، في جنوب ظفار، وهو سخالية سينوس، وهذا الاسم يرجع في الأصل إلى اسم عربي جنوبي قديم كان يطلق في نقوش «المسند» على منطقة ظفار وهو (سأكل) أو (سأكلن)، ويلاحظ أن بقايا هذا الاسم ظلت حتى اليوم في منطقة «الشحر» ومن الملاحظ أن حرف السين في اللغات القديمة يتحول على ألسنة الناس بمرور الزمن إلى حرف الشين ، وكذلك حرف اللام يتحول إلى حرف الراء ويحدث العكس أيضا. وإن كانت منطقة الشحر تقع إلى الغرب من خليج القمر. ولاشك أيضا أن تسمية كندر الشاطئ البعيد هي الأخرى تسمية عربية جنوبية قديمة، ومن الواضح أن هذه التسمية كانت من وجهة نظر سكان الجزيرة العربية لكي يفرقوا بين كندر الصومال وبين كندر بلادهم. وكان جزء كبير من لبان الصومال يجلب إلى موانئ الجزيرة العربية وخاصة ميناء «المخا» حيث يعاد تصديره إلى البلاد الواقعة شمال البحر الأحمر وخاصة مصر، وذلك في العصر اليوناني الروماني.
ما فائدة اللبان المر سواء جافا أو شرب منقوعه؟
ـ أما اللبان المر والمعروف باللبان الذكر أو الكندر أو الشحري، فهو يفيد ضد الكحة ومن الأفضل نقعه في الماء وشربه في الصباح. والكمية المأخوذة منه هو ملء ملعقة أكل تنقع في ملء كوب ماء بارد وتترك 12ساعة ثم يصفى ويشرب. كما أنه مفيد لمن يعانون من آلام اللثة كمضمضة.